# Закон об оружии в Польше
Польское законодательство разрешает владение огнестрельным оружием на основе обязательной выдачи для охоты, спортивной стрельбы и сбора и на основе возможной выдачи в целях самообороны. Имея примерно 2,5 единицы гражданского огнестрельного оружия на 100 человек, Польша занимает 166-е место в мире по количеству оружия. Только 0,6% граждан имеют действующие лицензии на огнестрельное оружие.

## История

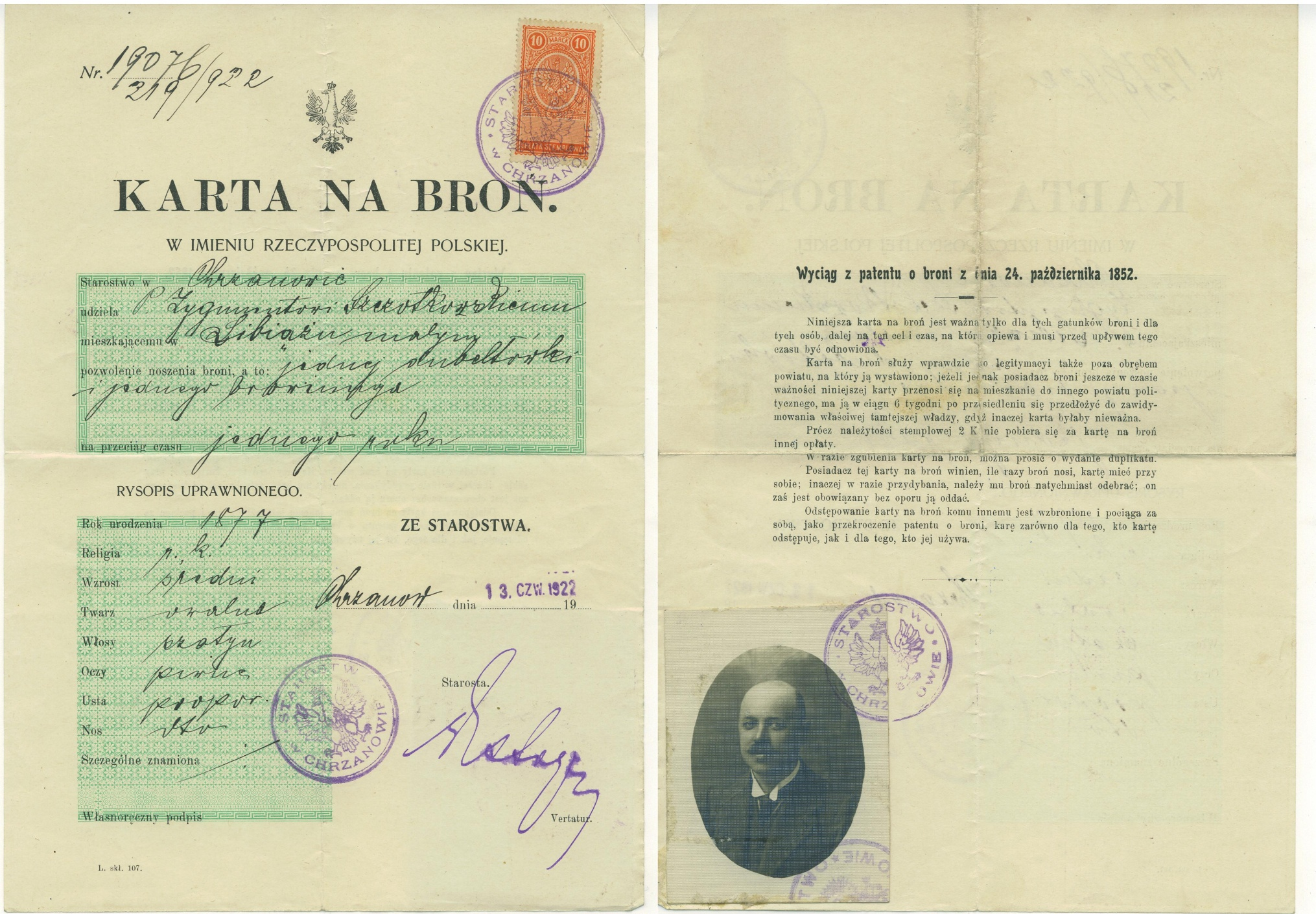
Polish firearm license from 1932

В 1919 году Польское правительство издало первый закон, касающийся владения огнестрельным оружием. В нем говорилось, что людям необходимо разрешение правительства на приобретение и владение огнестрельным оружием. В законе не оговаривались условия, необходимые для их получения, поэтому власти имели полную свободу действий.
Во время нацистской оккупации (1939-1945) гражданам было запрещено владеть огнестрельным оружием, а те, кто нарушал закон, подлежали смертной казни. В 1939 году польский историк и литератор Рафал Марчелли Блют вместе с 15 людьми был казнен за незаконное хранение противогаза.
- 1999: первый закон, касающийся огнестрельного оружия, принятый после падения коммунизма, разрешает хранение на основе возможной выдачи;
- 2001: пневматическое оружие было разрешено без разрешения[1];
- 2003: копии огнестрельного оружия до 1850 года были разрешены без лицензии;
- 2011:

- Лицензии на огнестрельное оружие стали на основе обязательной выдачи;
- Копии огнестрельного оружия до 1885 года стали разрешены без лицензии;

- 2014: обладателям лицензий на спортивную стрельбу было разрешено скрытое ношение оружия.

## Законодательство
Владение оружием в Польше регулируется законом Об оружии и боеприпасах от 21 мая 1999 года с внесенными в него дополнительными поправками, который требует наличия лицензии на владение огнестрельным оружием.
Закон требует, чтобы потенциальный владелец лицензии указывал важную причину владения огнестрельным оружием для конкретной цели, сами цели и связанные с ними причины перечислены в законе. В действующем тексте закона (последняя незначительная поправка вступила в силу 1 января 2019 года) перечислены допустимые цели:
- самооборона (только пистолеты и газовые пистолеты),
- защита людей и имущества (только для компаний, таких как Службы безопасности по найму, промышленные охранники и т.д.),
- охота (длинноствольные ружья только в соответствии с правилами охоты),
- спортивная стрельба,
- исторические реконструкции (только охолощенное оружие, в том числе полностью автоматическое),
- коллекционирование,
- мемориал (например, семейные реликвии, оружие, подаренное в качестве почетных наград отставным военным или другим офицерам),
- обучение (например, сертифицированные инструкторы по огнестрельному оружию, работающие в зарегистрированном учебном бизнесе).
- прочее (по усмотрению полиции)

Действующий закон гласит, что лицензии должны выдаваться, однако условие (важная причина) для лицензии на самооборону достаточно расплывчато, чтобы на практике она могла выдаваться на основе возможной выдачи. Он предписывает, что соискатель лицензии на самооборону должен документировать постоянную, реальную и превышающую среднюю угрозу жизни или имуществу.
Чтобы получить лицензию на огнестрельное оружие, заявитель должен быть не моложе 21 года, предоставить соответствующую документацию (например, охотничье, спортивное, историческое или коллекционное членство в ассоциации, регистрационные документы компании и т.д.), предъявить документ, подтверждающий приобретение и установку сертифицированного оружейного сейфа (полиция может посетить его для проверки), не иметь судимости, пройти медицинское и психологическое обследование и сдать экзамен, соответствующий причине желания иметь огнестрельное оружие, проводимый польской Федерацией спортивной стрельбы для получения спортивной лицензии, польской охотничьей ассоциацией для получения охотничьей лицензии., или полиция для других. Лицензии выдаются на неопределенный срок, хотя для самообороны требуется проходить медицинское и психологическое освидетельствование каждые пять лет. Кроме того, спортивная лицензия требует, чтобы владелец поддерживал действующую лицензию на соревнование по стрельбе, принимая участие в двух-четырех регулируемых ISSF соревнованиях по стрельбе в год для каждой категории огнестрельного оружия, принадлежащего: пистолет, винтовка и дробовик, чтобы поддерживать лицензию на огнестрельное оружие.
Каждая отдельная лицензия определяет типы (пистолеты, винтовки, дробовики) и количество оружия, которым может владеть владелец. Эти значения сильно варьируются в зависимости от типа лицензии и документированных потребностей, но это установившаяся практика, чтобы получить около 5 слотов для спорта или охоты и 10 слотов для сбора изначально. Лицензиат может подать заявку на увеличение лимита после исчерпания слотов. Можно подать заявку на несколько типов лицензий, чтобы увеличить общее количество слотов, таких как спортивные и охотничьи или спортивные и коллекционные лицензии. Все законные владельцы имеют право использовать свое оружие на зарегистрированных стрельбищах. Разрядка огнестрельного оружия для обучения или отдыха вне зарегистрированного стрельбища (даже на большой частной собственности) запрещена. Институциональные разрешения допускают владение огнестрельным оружием охранными компаниями, стрельбищами, спортивными клубами и т.д.
Полиция не может выдавать разрешения на огнестрельное оружие c глушителем или способное быть модифицированным глушителем. Однако на практике под это правило подпадает только огнестрельное оружие с постоянно прикрепленными глушителями, поскольку практически на любое огнестрельное оружие можно установить глушитель. Вот почему только решение, специально предназначенное для установки глушителя, выполнит второе условие.  Сами глушители не регулируются; получение, владение и использование глушителя является законным, помимо охоты. Бронебойные, зажигательные, трассирующие и другие специальные боеприпасы запрещены. Только лицензированным лицам разрешается покупать или владеть боевыми патронами, и только тех типов, которые точно соответствуют оружию, которым они владеют на законных основаниях; даже один не соответствующий патрон, находящийся во владении, может повлечь уголовное преследование или отзыв лицензии. Количество соответствующих боеприпасов в наличии не ограничено. Охотникам, коллекционерам и спортивным стрелкам разрешается производить (перезаряжать) боеприпасы, но строго для собственного использования. Существуют дополнительные ограничения на типы и калибры в зависимости от типа лицензии, но обычно допускаются только нарезные пушки и боеприпасы кольцевого воспламенения до 6 мм или центрального воспламенения до 12 мм и гладкоствольные дробовики 12-го калибра. Нет ограничений на емкость магазина, за исключением охоты: максимум 6 патронов в сумме, включая магазин и все камеры, однако для полуавтоматических ружей охотник может загрузить только 2 патрона в магазин (не включая обойму).

### Ношение огнестрельного оружия
В общественных местах разрешается ношение только огнестрельного оружия, предназначенного для самообороны, защиты людей и имущества, а также для спортивной стрельбы. Он должен быть спрятан в кобуре, чтобы другие люди не могли его увидеть. Однако это право может быть ограничено приказом Министерства в определенных местах и в определенное время. Также сотрудник полиции может ограничить право ношения при выдаче лицензии по своему усмотрению.
Оружие нельзя носить во время публичных мероприятий и собраний, в портах и на судах (за исключением случаев). Человек должен быть трезвым. Оружие, перевозимое в средствах общественного транспорта, таких как автобусы, должно перевозиться незаряженным, за исключением случаев самообороны и защиты лиц и имущества - в этом случае пуля не должна находиться внутри оружия – патронник должен быть прикреплен, готовый к заряжанию.
Охотничье ружье можно носить заряженным только на охотничьих угодьях.

### Полностью автоматическое огнестрельное оружие

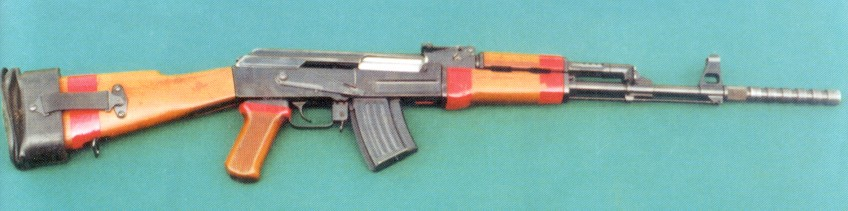
Kbkg wz. 1960 – польская автоматическая винтовка, может быть получена только в учебных целях

В настоящее время единственным способом получения работающего полностью автоматического огнестрельного оружия в Польше является получение разрешения на обучение. Оно также может быть приобретено для защиты людей и имущества (трудно получить) и исторических целей реконструкции (только охолощенное).
После 2011 года было выпущено мало автоматического огнестрельного оружия для коллекционирования, однако в 2018 году Высший административный суд постановил, что оно являются опасным и не может быть выдаваемым для коллекционеров, несмотря на закон, разрешающий это де-юре.

### Оружие без ограничений

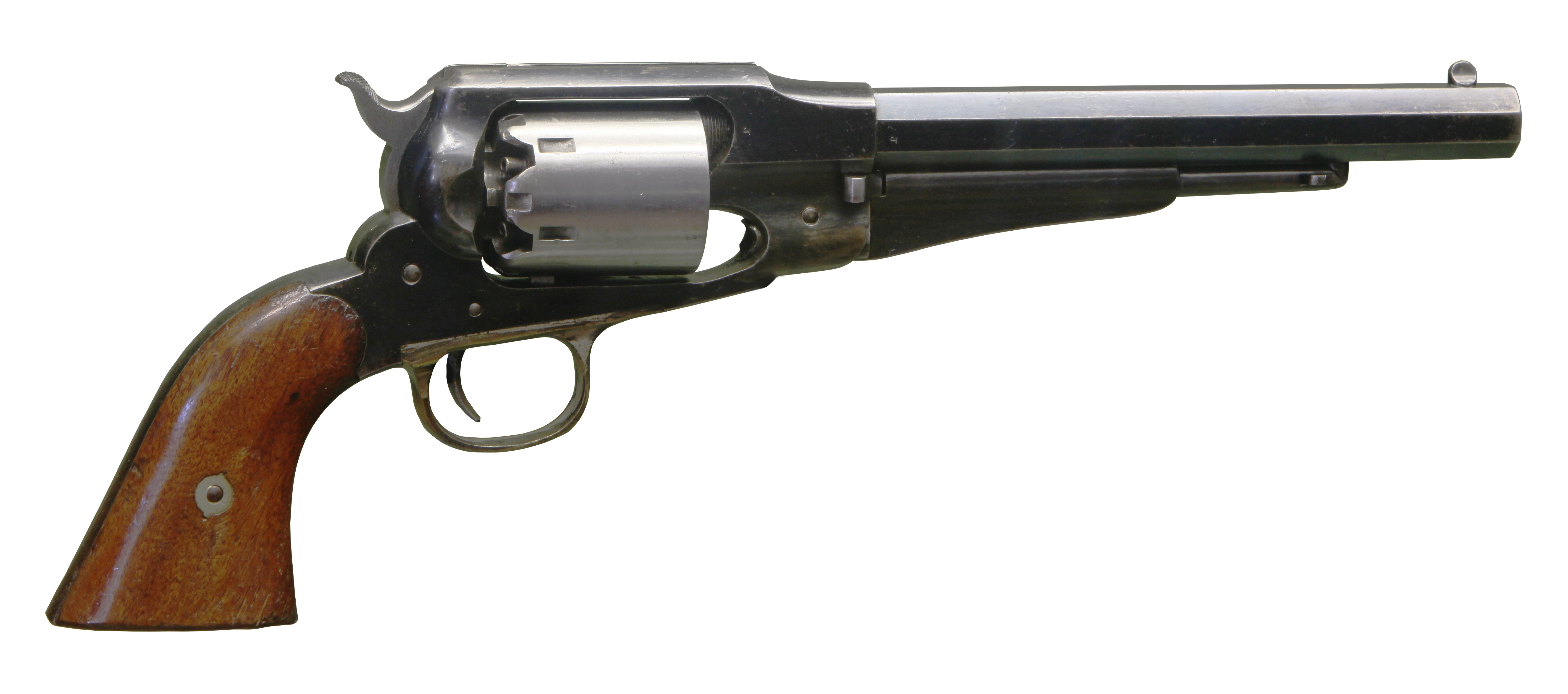
Пороховые ружья с черным порохом, изготовленные до 1885 года, могут быть приобретены и перевозиться без разрешения в Польше

Копии огнестрельного оружия с черным порохом, разработанного до 1885 года, не требуют лицензии на владение, и поэтому довольно популярны в стрелковом сообществе. Отдельный законопроект позволяет предприятиям продавать черный порошок только лицензированным клиентам. Это часто обходится путем получения европейской карты пистолета для огнестрельного оружия с черным порохом, обращения к лицензированному коллеге (нет ограничений на частную продажу или просто выдачу черного пороха) или покупки пороха в соседних странах, в основном в Чехии.
Заряженное черным порохом огнестрельное оружие может перевозиться заряженным в общественных местах и использоваться для самообороны без разрешения. В 2018 году мужчина во Вроцлаве застрелил человека, который пытался напасть на него из пистолета 19-го века – он был освобожден от обвинений, потому что действовал в целях самообороны.  Подсчитано, что в Польше насчитывается более 200 тысяч единиц нерегулируемого оружия заряжаемого черным порохом.
Другие виды не ограниченного оружия включают в себя:
- Пневматическое оружие до 17 джоулей дульной энергии. Более мощные пневматическое оружие должно быть зарегистрировано в полиции, но лицензия не требуется;
- Сигнальное оружие калибром менее 6 мм;
- Нерабочее оружие;
- Перцовый аэрозоль;
- Электрическое оружие с током не более 10 мА.

### Другое ограниченное оружие
Другие виды оружия, которые требуют разрешения в соответствии с законом включают в себя:
- Холодное оружие, включая кастеты, нунчаки, деревянные или металлические дубинки и скрытые ножи;
- Арбалеты;
- Электрошоковое оружие с током, превышающим 10 мА.

## Владение огнестрельным оружием
В настоящее время насчитывается 658 379 зарегистрированных единиц огнестрельного оружия, и 252 299 выданных лицензии. Количество людей, владеющих оружием значительно меньше чем количество лицензии, потому что один человек может приобреть несколько лицензий по разным целям. В остальные года стало популярным приобретение лицензий по спортивной и коллекционной целям одновременно. По данным Обзора стрелкового оружия, в общей сложности насчитывается 968,000 единиц законного и незаконного огнестрельного оружия, или около 2,5 единиц на 100 человек.
| Цель                       | Лицензии | Зарегистрированное огнестрельное оружие |
| -------------------------- | -------- | --------------------------------------- |
| Самооборона                | 31 412   | 35 841                                  |
| Защита лиц и имущества     | 9        | 10                                      |
| Охота                      | 132 501  | 356 595                                 |
| Спортивная стрельба        | 45 895   | 123 076                                 |
| Исторические реконструкции | 86       | 327                                     |
| Коллекционирование         | 39 529   | 132 982                                 |
| Мемориал                   | 1 738    | 2 535                                   |
| Обучение                   | 940      | 6 844                                   |
| Другое                     | 182      | 169                                     |
| Итого                      | 252 299  | 658 379                                 |

## Преступления с применением оружия
Преступления с применением оружия очень редки в Польше. Согласно полицейской статистике, число убийств и покушений на убийство с применением огнестрельного оружия сократилось со 111 в 2002 году до 25 в 2018 году, но число самоубийств с применением огнестрельного оружия увеличилось с 55 в 79 за тот же период, что соответствует росту владения огнестрельным оружием среди обычных людей. Массовой стрельбы почти не бывает. Примеры включают в себя школьные стрельбы в мае 2019 года, когда студент ранил двух человек, используя пистолет и фейерверк.